# Parafia Matki Bożej Różańcowej w Caloundrze
Parafia Matki Bożej Różańcowej w Caloundrze – parafia rzymskokatolicka, należąca do archidiecezji Brisbane.
Przy parafii funkcjonuje katolicka szkoła podstawowa św. Piotra i katolicki College św. Kolumbana.